# 山口東邦
山口東邦株式会社（やまぐちとうほう）は、かつて存在した主に医薬品・医療機器の卸売りを扱う企業である。東邦薬品の完全子会社で共創未来グループの一社でもあったが、2013年10月1日に東邦薬品に吸収合併された。

## 沿革
- 1888年（明治21年）10月 - 茨城県新治郡土浦町（現在の土浦市）に「山口薬輔」（清香堂）を創業。
- 1891年（明治24年） - 土浦町中城町に「山口薬輔」移転。
- 1892年（明治25年） - 新制度により「山口薬輔」から「山口薬局」へ商号変更。
- 1917年（大正6年） - 山口薬局新築。
- 1951年（昭和26年）1月 -「株式会社山口薬局」を設立。
- 1952年（昭和27年） - 保存血液の取り扱い開始。
- 1953年（昭和28年）3月 - 麻薬取り扱い開始。
- 1962年（昭和37年）4月 - 水戸営業所（水戸市上水戸町）開設。
- 1964年（昭和39年） - 伝票会計システム導入。
- 1966年（昭和41年）1月 - 日立営業所（日立市桜川町）開設。
- 1969年（昭和44年）10月 - 水戸営業所から水戸支店に昇格し、水戸市石川町に新築移転。
- 1970年（昭和45年）11月 - 商号を「株式会社山口薬品」に変更し、本社を土浦市真鍋町に新築移転。
- 1972年（昭和47年） - コンピューター管理システム開始。
- 1973年（昭和48年）11月 - 小山支店（栃木県小山市羽川町）開設。
- 1974年（昭和49年）7月 - 日立営業所を日立支店に昇格し、日立市水木町に新築移転。
- 1981年（昭和56年）3月 - 鹿島支店（行方郡潮来町、現在の潮来市）開設。
- 1990年（平成2年）6月 - 下館支店（下館市二木成、現在の筑西市）開設。
- 2001年（平成13年）9月1日 - 東京都の東邦薬品と業務提携。
- 2002年（平成14年）10月1日 - 商号を「山口東邦株式会社」に変更し、東邦薬品へ栃木県における営業権を譲渡すると同時に、茨城県における営業権を譲受される。
- 2003年（平成15年）4月 - 東邦薬品の子会社となる。
- 2007年（平成19年）4月1日 - 岩渕薬品（本社：千葉県四街道市）へ千葉県における営業権を譲渡する代わりに、茨城県における営業権を譲受される。
- 2008年（平成20年）10月 - 東邦薬品の完全子会社となる。
- 2013年（平成25年）10月1日 - 東邦薬品に吸収合併され解散。

## 主な取引メーカー
- 塩野義製薬、アステラス製薬、中外製薬、小野薬品工業、ノバルティスファーマ、ファイザー、大正富山医薬品、田辺三菱製薬

## 事業所一覧
- 土浦本社
- 営業所
  - 土浦第一営業所、土浦第二営業所、土浦第三営業所、土浦第四営業所、土浦第五営業所
  - 水戸第一営業所、水戸第二営業所、水戸第三営業所
  - 日立営業所
  - 下館営業所（筑西市）
  - 鹿島営業所（潮来市）